# 가지 않은 길 (영화)
《가지 않은 길》(영어: The Roads Not Taken) 또는 《더 로즈 낫 테이큰》은 2020년 공개된 미국의 드라마 영화이다. 샐리 포터 감독이 각본을 쓰고 연출했다. 하비에르 바르뎀, 엘 패닝, 로라 리니, 살마 아예크가 출연한다. 제70회 베를린 국제 영화제 황금곰상 경쟁후보작이다.
2020년 2월 26일 베를린 국제 영화제에서 세계 초연되었으며 블리커 스트리트를 통해 2020년 3월 13일 개봉되었다.

## 줄거리
영화는 치매를 앓고 있는 레오의 혼란스러운 하루를 중심으로 전개된다. 뉴욕에서 딸 몰리와 함께 살고 있는 레오는 의료 약속을 제대로 지키지 못하고 여러 차례 사고를 일으킨다. 치과에서 실수를 하고, 택시에서 넘어져 머리를 다치고, 코스트코에서 강아지를 잃어버린다고 착각해 소란을 피우기도 한다. 딸 몰리는 직장에서 해고 통보를 받고 지쳐 아버지에게 더 이상 감당할 수 없다고 토로한다. 밤에는 레오가 집을 나가 길거리를 배회하다 택시 운전사들에게 구조된다.
영화는 레오의 기억 속 다른 삶의 가능성을 보여주는 듯한 장면들을 교차하여 보여준다. 멕시코에서는 아내 돌로레스와 다투다가 사막에 버려지고, 죽은 아들을 그리워하며 슬픔에 잠긴다. 그리스에서는 친구가 운영하는 술집에서 독일인 관광객 안니를 만나, 미완성 소설에 대한 이야기를 나누고 자신의 삶에 대한 질문을 받는다. 이후 레오는 보트를 타고 바다로 나갔다가 결국 죽음을 맞이한다.
영화 후반부에서 레오는 경찰에 의해 다시 딸에게 돌아오고, 자신이 멕시코에서 결혼한 젊은 시절의 이야기와 그리스에서의 죽음을 이야기한다. 몰리는 그가 과거 돌로레스와 결혼했었고, 자신이 태어난 후 그리스로 떠났다가 돌아왔다는 사실을 알려준다. 몰리는 아버지 곁을 지키겠다고 약속하지만, 또 다른 버전의 몰리는 짐을 싸서 아파트를 떠나며 이야기는 끝맺는다. 결국 영화는 레오의 현실과 기억, 그리고 그가 가졌을 수 있었던 삶의 선택들을 보여주며 복잡하고 미묘한 감정을 전달한다.

## 출연진
- 하비에르 바르뎀 - 리오
- 엘 패닝 - 몰리
- 살마 아예크 - 돌로레스
- 로라 리니 - 리타
- 브란카 카티치 - 크세니야
- 밀레나 차른트케 - 안니
- 디미트리 안드레아스 - 미카엘
- 제라드 코데로 - 아멘타 경관